# 嘉島町
嘉島町（日语：／ Kashima machi */?）是位于日本熊本縣上益城郡的一個城鎮。

## 历史

### 年表
- 1889年4月1日：實施町村制，現在的轄區在當時分屬上益城郡六嘉村、大川村、上島村。
- 1905年10月1日：大川村和上島村合併為大島村。
- 1955年1月1日：大島村和六嘉村合併為嘉島村。
- 1969年2月1日：改制為嘉島町。

### 變遷表
| 1889年以前 | 1889年4月1日 | 1889年 - 1944年      | 1945年 - 1954年      | 1955年 - 1964年     | 1965年 - 1988年     | 1989年 - 現在       | 現在                |
| ---------- | ------------ | -------------------- | -------------------- | ------------------- | ------------------- | ------------------- | ------------------- |
|            | 六嘉村       | 六嘉村               | 六嘉村               | 1955年1月1日 嘉島村 | 1969年2月1日 嘉島町 | 1969年2月1日 嘉島町 | 1969年2月1日 嘉島町 |
|            | 大川村       | 1905年10月1日 大島村 | 1905年10月1日 大島村 | 1955年1月1日 嘉島村 | 1969年2月1日 嘉島町 | 1969年2月1日 嘉島町 | 1969年2月1日 嘉島町 |
|            | 上島村       | 1905年10月1日 大島村 | 1905年10月1日 大島村 | 1955年1月1日 嘉島村 | 1969年2月1日 嘉島町 | 1969年2月1日 嘉島町 | 1969年2月1日 嘉島町 |

## 交通
高速道路
- 九州中央自動車道：嘉島系統交流道

## 觀光資源

### 景點
- 井寺古墳
- 甲斐神社
- 六嘉神社

### 祭事、活動
- 行事六嘉的獅子舞：10月17日
- 足手荒神大祭：2月15日

## 本地出身之名人
- 松前重義：東海大學創辦人
- 芳東洋：大相撲力士
- 有村智惠：女子職業高爾夫選手

## 外部連結
- （日語） 嘉島町商工會（页面存档备份，存于）